# Celtis toka
Celtis toka là một loài thực vật có hoa trong họ Cannabaceae. Loài này được (Forssk.) Hepper & J.R.I.Wood mô tả khoa học đầu tiên năm 1983.